# Hui-bin Jang
Hui-bin Jang, född 1659, död 1701, var en Koreas drottning 1688-1694, gift med kung Sukjong. Hon var mor till kung Gyeongjong. Hon avsattes som drottning 1688 då hon förlorade kungens tycke, och ersattes med drottning Inhyeon. När Inhyeon avled 1701 avrättades hon för att ha mördat henne. Hon betraktas som Joseondynastins mest berömda kungliga konkubin.  